# Kvavisträsk

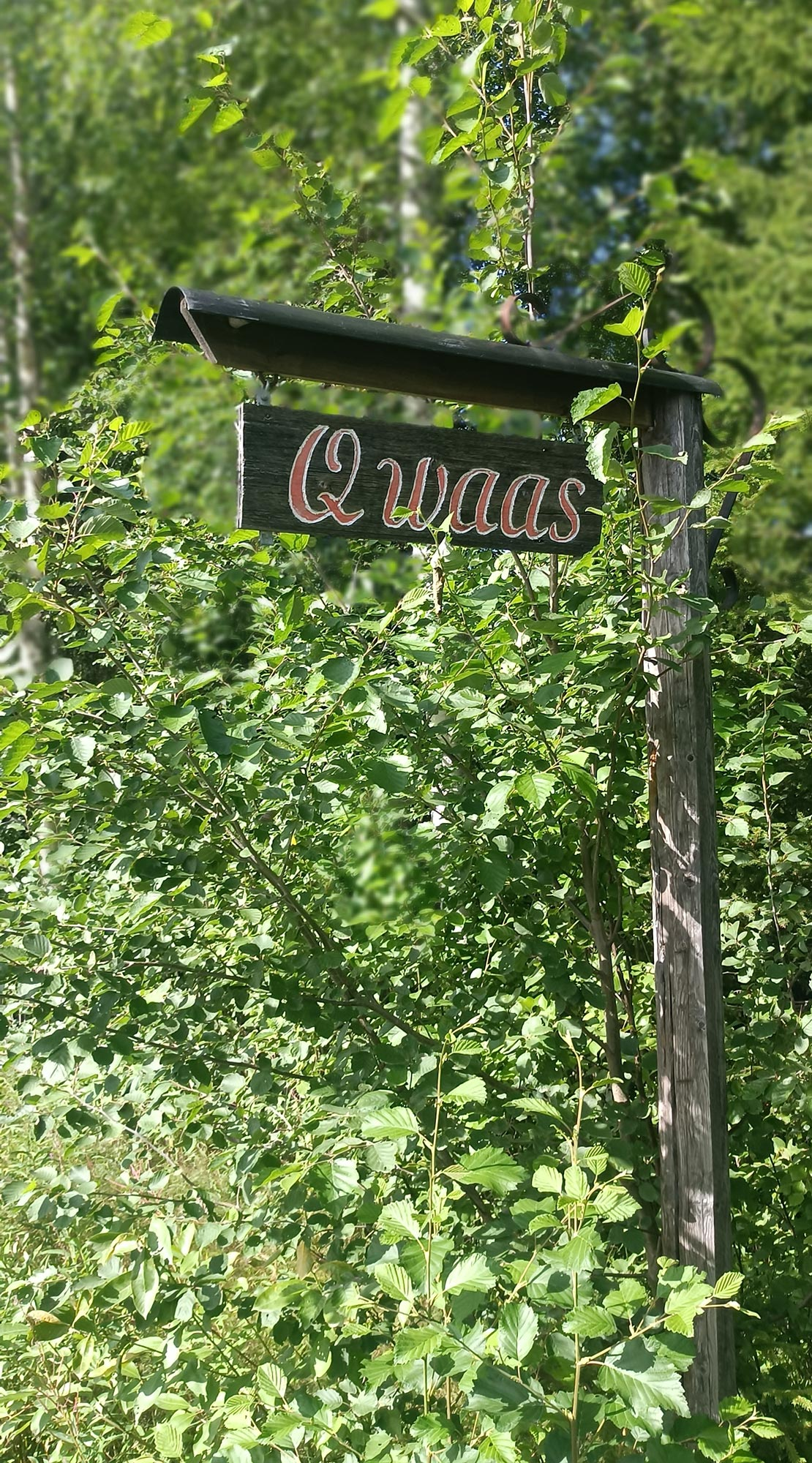
Namensschild am Ortseingang (von Böle kommend)

Kvavisträsk ist ein Weiler in Nordschweden auf dem Gebiet der Gemeinde Norsjö. Die Siedlung, die im lokalen Dialekt schlicht „Qwaas“ genannt wird, geht auf das Jahr 1642 zurück und zählt damit zu den ältesten Ansiedlungen der Provinz Västerbotten. Kvavisträsk war die Heimat von Zachris Nilsson (1675–1757), der als Vorfahr und Urahn mehrerer bedeutender schwedischer Schriftsteller gilt. Darüber hinaus erlangte das Dorf gewisse Berühmtheit, weil sich dort im Jahr 1900 der weltweit erste – und bis mindestens 2016 einzige – zweifelsfrei dokumentierte Todesfall durch Meteoriteneinschlag ereignete.

## Namensursprung
Die Ortsbezeichnung leitet sich vom nahegelegenen See gleichen Namens her. In historischer Zeit soll das Gewässer in regelmäßigen Abständen von ungefähr vier Jahren hohe Konzentrationen von Stickstoff (schwedisch: kväve) entwickelt haben, die in den Wintermonaten zu erhöhtem Fischsterben infolge von Sauerstoffmangel führten. Die Bedeutung von „Kvavisträsk“ wäre somit sinngemäß „Stickstoffsee“ oder auch „Erstickungssee“. Das Phänomen soll heutzutage aufgrund veränderter Wasserzu- und -abläufe seltener auftreten. Allerdings berichten Anwohner, dass Eisfischer noch 2019 mit der Kettensäge ein Loch in den vereisten See geschnitten haben, in dem sich bald Flussbarsche und andere Fische auf der Suche nach Sauerstoff so massenhaft tummelten, dass die Angler anstelle der üblichen „Pimpel“, einer Eisangel, nur ihre Kescher benötigten.

## „Ludde“ Lundgrens Tod

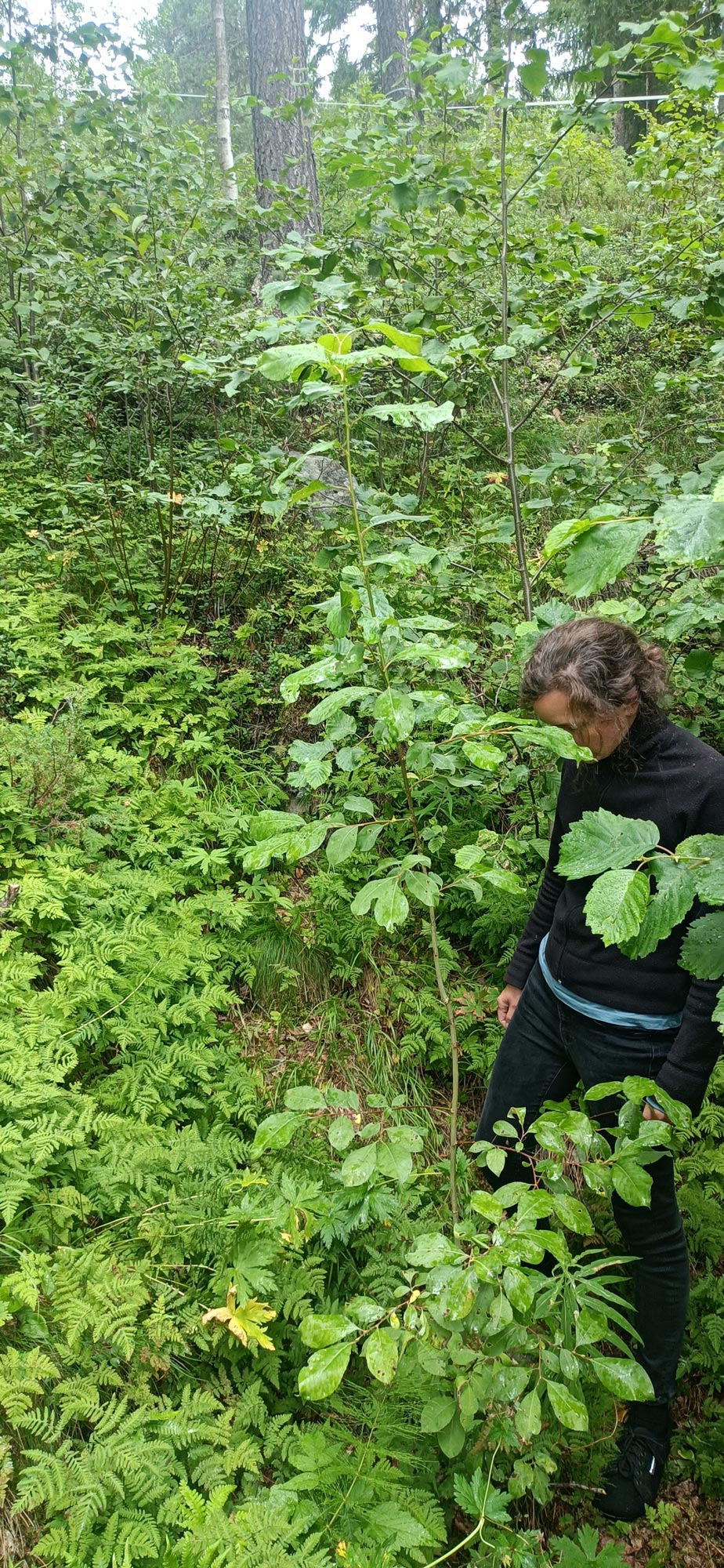
Geocacherin im Einschlagskrater des Meteoriten

Am 20. Mai 1900, während sich der Dorfbewohner Hans Ludvig Lundgren (1845–1900) auf dem Weg zu einem Nachbarn befand, wurde er durch eine starke Druckwelle zu Boden geworfen. In unmittelbarer Nähe der Dorfstraße war ein Meteorit eingeschlagen. Ludde, wie er von seinem Umfeld genannt wurde, war bewusstlos und schwer verletzt, als er kurze Zeit später aufgefunden wurde. Man brachte ihn zurück in sein Haus, wo er wenige Tage später starb, ohne das Bewusstsein wiedererlangt zu haben.
Der Einschlagkrater des Meteoriten ist noch heute gut erkennbar. Er ist rund zwei Meter breit, fünf Meter lang und über zwei Meter tief und befindet sich ungefähr auf Höhe des Hofes Kvavisträsk 7, rund 40 Meter südlich der Dorfstraße, an einem bewaldeten Abhang. Eine Infotafel informiert über das Ereignis.
Erst 116 Jahre nach Lundgrens Tod wurde ein ähnlich gelagerter Fall bekannt, bei dem im Februar 2016 ein Busfahrer im indischen Bundesstaat Tamil Nadu durch Glassplitter infolge einer Druckwelle getötet wurde. Der anfänglich von den örtlichen Behörden gemeldete Zusammenhang mit einem Meteoriteneinschlag wurde jedoch von NASA-Experten bezweifelt.

## Zachris Nilsson und das Zachrissläkt
Zachris Nilsson (nach anderen Quellen auch Zackris, Zachries oder Zacharias Nilsson) wurde 1675 auf dem elterlichen Hof in Kvavisträsk als Sohn von Nils Andersson (1642–1705) und Mariet Olofsdotter (1651–1740) geboren. Ab 1703 wird er in zeitgenössischen Unterlagen als Eigentümer des Hofes genannt. Er starb vermutlich kurz vor Weihnachten 1757 (überliefertes Bestattungsdatum: 26. Dezember.).
Obwohl über eine schriftstellerische oder erzählerische Begabung von Zachris nichts bekannt ist und er in amtlichen Dokumenten stets nur als „bonde“ (Landwirt) bezeichnet wird, gilt er als Ahnvater eines ganzen „Schriftstellergeschlechts“, dem so namhafte Autoren wie P-O Enquist, Torgny Lindgren, Stieg Larsson und Henning Mankell zugerechnet werden, deren Stammbaum sich gemäß den Recherchen mehrerer schwedischer Genealogen auf Zachris Nilsson zurückführen lässt.